# ダレル・バルドック
ダレル・バルドック（Darrel Baldock、1938年9月29日 - 2011年2月2日）は、オーストラリアのオーストラリアンフットボール選手、クリケット選手。タスマニア州デヴォンポート出身。
1962年から1968年までビクトリアン・フットボール・リーグのセント・キルダ・セインツでプレー、オールオーストラリアンに2回選ばれている。選手として引退後はオーストラリア労働党より立候補しタスマニア州議会の議員を務めた。1987年から1989年はセント・キルダ・セインツの監督になっている。2006年、その活躍からオーストラリアンフットボール殿堂入りしている。
クリケット選手としてはタスマニアン・タイガースに所属してプレーしていた。
2011年2月2日、腎不全で72歳で死去。